# Eusebio Castigliano
Eusebio Castigliano (Vercelli, Piamonte, 9 de febrero de 1921-Turín, 4 de mayo de 1949) fue un futbolista italiano. Se desempeñaba en la posición de centrocampista. Fue uno de los futbolistas que fallecieron en la Tragedia de Superga.

## Selección nacional
Fue internacional con la selección de fútbol de Italia en 7 ocasiones y marcó 1 gol. Debutó el 11 de noviembre de 1945, en un encuentro amistoso ante la selección de Suiza que finalizó con marcador de 4-4.

## Clubes
| Club                | País   | Año       |
| ------------------- | ------ | --------- |
| Pro Vercelli Calcio | Italia | 1939-1941 |
| Spezia Calcio       | Italia | 1941-1943 |
| A. S. Biellese      | Italia | 1944      |
| Torino F. C.        | Italia | 1945-1949 |

## Palmarés

### Campeonatos nacionales
| Título  | Club         | País   | Año     |
| ------- | ------------ | ------ | ------- |
| Serie A | Torino F. C. | Italia | 1945-46 |
| Serie A | Torino F. C. | Italia | 1946-47 |
| Serie A | Torino F. C. | Italia | 1947-48 |
| Serie A | Torino F. C. | Italia | 1948-49 |